# Otites murina
Otites murina är en tvåvingeart som först beskrevs av Friedrich Hermann Loew 1864.  Otites murina ingår i släktet Otites och familjen fläckflugor. Inga underarter finns listade i Catalogue of Life.